# Kierinluoto (ö i Norra Karelen)
Kierinluoto är en ö i Finland. Den ligger i sjön Höytiäinen och i kommunen Polvijärvi i den ekonomiska regionen  Joensuu ekonomiska region  och landskapet Norra Karelen, i den sydöstra delen av landet, 400 km nordost om huvudstaden Helsingfors. Öns största längd är 4,9 kilometer i sydöst-nordvästlig riktning.